# Microzada areolata
Microzada areolata är en fjärilsart som beskrevs av Embrik Strand 1917. Microzada areolata ingår i släktet Microzada och familjen trågspinnare. Inga underarter finns listade i Catalogue of Life.